# 2016년 하계 올림픽 사격
2016년 하계 올림픽의 사격 경기는 브라질 리우데자네이루의 데오도루에 있는 국립 사격 센터에서 8월 6일부터 14일까지 열린다. 총 15개 종목에 390여명의 선수가 참가한다. 종목 구성은 2012년 런던 대회와 비슷하지만 대회 규칙과 지침에서 큰 변동이 생겼다. 이로 인해 일부 종목의 경우 1위를 한 선수의 기록은 자동으로 올림픽 신기록에 오르게 된다.

## 대회 방식 변동
2012년 11월 23일, 국제 사격 스포츠 연맹은 유년층에게 사격의 매력을 끌어올리고, 관중과 미디어에게 더욱 친화적으로 만들며, 대회를 공정하고 투명하게 유지시키기 위하여 대회 구성 방식에 관한 규칙을 새로 수립했다. 가장 큰 변화는 올림픽 사격 전 종목의 결승전 방식을 새로 바꾼 것이었는데, 결선 진출자는 전부 0점부터 경기를 시작하도록 했다. 또 결승전 과정에서 차례차례 한 선수씩 탈락시키면서 마지막 남은 두 선수로 금메달과 은메달을 결정짓도록 했다. 그 외에 연맹의 비준을 받은 규칙 변동 사항으로는 공기소총과 소총 복사 종목의 점수 산정에 소수점 자리를 포함시키도록 한 것, 조준과 격발 시간을 분리해 놓도록 한 것, 경기력을 높이기 위해 소총에 덮개를 씌우거나 장치를 다는 것을 일부 제한하도록 한 것, 스키트 종목에서 과녁 투척 높이를 올린 것, 그리고 더블트랩 종목에서 타겟을 조정한 것이 있었다.

## 예선전
예선전 체계는 이전 대회와 비슷하며, 출전 자격 국가의 수 역시 고정됐다. 참고로 자격 국가는 최상위 국제 및 대륙 선수권 대회에서 좋은 성적을 낸 선수의 출신 국가다. 올림픽 예선전은 국제 사격 스포츠 연맹의 지침에 따라, 대회 2년 전 스페인 그라나다에서 열린 2014년 ISSF 세계 사격 선수권 대회와 함께 시작되어 2014년 9월 19일에 마쳤다. 선발 과정에서 올림픽 출전권은 ISSF 월드 컵 시리즈에서 금메달을 획득한 선수나 ISSF 세계 선수권 대회 및 대륙 선수권 대회 (아프리카, 유럽, 아시아, 오세아니아, 아메리카)에서 1위에 오른 선수에게 주어졌다.
한편 브라질은 세계 선수권 대회에서 9위에 올라 출전 자격을 얻지 못했지만 개최국 자격으로 진출하게 되었다.

## 대회 일정
| 예 | 예선 | 결 | 결선 |

| 종목 / 날짜         | 토 6 | 토 6 | 일 7 | 일 7 | 월 8 | 월 8 | 화 9 | 화 9 | 수 10 | 수 10 | 목 11 | 목 11 | 금 12 | 금 12 | 토 13 | 토 13 | 일 14 | 일 14 | 월 15 | 월 15 |
| ------------------- | ---- | ---- | ---- | ---- | ---- | ---- | ---- | ---- | ----- | ----- | ----- | ----- | ----- | ----- | ----- | ----- | ----- | ----- | ----- | ----- |
| 소총                |      |      |      |      |      |      |      |      |       |       |       |       |       |       |       |       |       |       |       |       |
| 남자 10m 공기소총   |      |      |      |      | 예   | 결   |      |      |       |       |       |       |       |       |       |       |       |       |       |       |
| 남자 50m 소총복사   |      |      |      |      |      |      |      |      |       |       |       |       | 예    | 결    |       |       |       |       |       |       |
| 남자 50m 소총 3자세 |      |      |      |      |      |      |      |      |       |       |       |       |       |       |       |       |       |       | 예    | 결    |
| 여자 10m 공기소총   | 예   | 결   |      |      |      |      |      |      |       |       |       |       |       |       |       |       |       |       |       |       |
| 여자 50m 소총 3자세 |      |      |      |      |      |      |      |      |       |       |       |       |       |       | 예    | 결    |       |       |       |       |
| 권총                |      |      |      |      |      |      |      |      |       |       |       |       |       |       |       |       |       |       |       |       |
| 남자 10m 공기권총   | 예   | 결   |      |      |      |      |      |      |       |       |       |       |       |       |       |       |       |       |       |       |
| 남자 25m 속사권총   |      |      |      |      |      |      |      |      |       |       | 예    | 예    | 예    | 결    |       |       |       |       |       |       |
| 남자 50m 권총       |      |      |      |      |      |      |      |      |       |       |       |       |       |       |       |       | 예    | 결    |       |       |
| 여자 10m 공기권총   |      |      | 예   | 결   |      |      |      |      |       |       |       |       |       |       |       |       |       |       |       |       |
| 여자 25m 권총       |      |      |      |      |      |      |      |      | 예    | 결    |       |       |       |       |       |       |       |       |       |       |
| 클레이              |      |      |      |      |      |      |      |      |       |       |       |       |       |       |       |       |       |       |       |       |
| 남자 트랩           |      |      |      |      |      |      |      |      |       |       |       |       |       |       |       |       | 예    | 예    | 예    | 결    |
| 남자 더블트랩       |      |      |      |      |      |      |      |      |       |       | 예    | 결    |       |       |       |       |       |       |       |       |
| 남자 스키트         |      |      |      |      | 예   | 예   | 예   | 결   |       |       |       |       |       |       |       |       |       |       |       |       |
| 여자 트랩           |      |      |      |      |      |      |      |      |       |       |       |       |       |       | 예    | 결    |       |       |       |       |
| 여자 스키트         |      |      | 예   | 결   |      |      |      |      |       |       |       |       |       |       |       |       |       |       |       |       |

## 참가

### 참가국
- 알제리 (1)
- 안도라 (1)
- 앙골라 (1)
- 아르헨티나 (5)
- 아르메니아 (1)
- 오스트레일리아 (18)
- 오스트리아 (5)
- 아제르바이잔 (1)
- 바레인 (1)
- 방글라데시 (1)
- 바베이도스 (1)
- 벨라루스 (4)
- 벨기에 (1)
- 부탄 (1)
- 볼리비아 (2)
- 보스니아 헤르체고비나 (1)
- 브라질 (9)
- 불가리아 (3)
- 캐나다 (2)
- 칠레 (1)
- 중화인민공화국 (22)
- 콜롬비아 (1)
- 크로아티아 (7)
- 쿠바 (7)
- 키프로스 (2)
- 체코 (5)
- 덴마크 (3)
- 도미니카 공화국 (1)
- 에콰도르 (1)
- 이집트 (12)
- 엘살바도르 (1)
- 에스토니아 (1)
- 피지 (1)
- 핀란드 (2)
- 프랑스 (11)
- 조지아 (2)
- 독일 (15)
- 영국 (6)
- 그리스 (2)
- 과테말라 (2)
- 헝가리 (8)
- 인도 (12)
- 이란 (5)
- 이스라엘 (1)
- 이탈리아 (14)
- 일본 (8)
- 카자흐스탄 (5)
- 코소보 (1)
- 독립 (6)
- 라트비아 (1)
- 레바논 (1)
- 리투아니아 (1)
- 마케도니아 공화국 (1)
- 말레이시아 (1)
- 몰타 (2)
- 멕시코 (2)
- 몽골 (3)
- 모로코 (1)
- 미얀마 (1)
- 나미비아 (1)
- 뉴질랜드 (3)
- 니카라과 (1)
- 조선민주주의인민공화국 (4)
- 노르웨이 (4)
- 오만 (2)
- 파키스탄 (2)
- 파나마 (1)
- 파라과이 (1)
- 페루 (2)
- 폴란드 (5)
- 포르투갈 (1)
- 푸에르토리코 (1)
- 카타르 (2)
- 루마니아 (1)
- 러시아 (19)
- 산마리노 (3)
- 사우디아라비아 (1)
- 세르비아 (9)
- 싱가포르 (2)
- 슬로바키아 (5)
- 슬로베니아 (2)
- 대한민국 (17)
- 스페인 (6)
- 스리랑카 (1)
- 스웨덴 (3)
- 스위스 (4)
- 중화 타이베이 (4)
- 태국 (5)
- 튀니지 (1)
- 튀르키예 (4)
- 우크라이나 (8)
- 아랍에미리트 (3)
- 미국 (20)
- 우즈베키스탄 (1)
- 베네수엘라 (1)
- 베트남 (2)
- 짐바브웨 (1)

## 메달 일람

### 메달 순위표
범례
     개최국 (브라질)
| 순위 | 국가                   | 금메달 | 은메달 | 동메달 | 합계 |
| ---- | ---------------------- | ------ | ------ | ------ | ---- |
| 1    | 이탈리아               | 4      | 3      | 0      | 7    |
| 2    | 독일                   | 3      | 1      | 0      | 4    |
| 3    | 중화인민공화국         | 1      | 2      | 4      | 7    |
| 4    | 대한민국               | 1      | 1      | 0      | 2    |
| 4    | 베트남                 | 1      | 1      | 0      | 2    |
| 6    | 미국                   | 1      | 0      | 2      | 3    |
| 7    | 그리스                 | 1      | 0      | 1      | 2    |
| 7    | 독립                   | 1      | 0      | 1      | 2    |
| 9    | 오스트레일리아         | 1      | 0      | 0      | 1    |
| 9    | 크로아티아             | 1      | 0      | 0      | 1    |
| 11   | 러시아                 | 0      | 2      | 2      | 4    |
| 12   | 프랑스                 | 0      | 1      | 1      | 2    |
| 13   | 브라질                 | 0      | 1      | 0      | 1    |
| 13   | 뉴질랜드               | 0      | 1      | 0      | 1    |
| 13   | 스웨덴                 | 0      | 1      | 0      | 1    |
| 13   | 우크라이나             | 0      | 1      | 0      | 1    |
| 17   | 영국                   | 0      | 0      | 2      | 2    |
| 18   | 조선민주주의인민공화국 | 0      | 0      | 1      | 1    |
| 18   | 스위스                 | 0      | 0      | 1      | 1    |
| 총합 | 총합                   | 15     | 15     | 15     | 45   |

### 남자 종목
| 종목                  | 금                               | 은                            | 동                               |
| --------------------- | -------------------------------- | ----------------------------- | -------------------------------- |
| 10m 공기권총 자세히   | 호앙쑤언빈 · 베트남 OR           | 펠리피 아우메이다 우 · 브라질 | 팡웨이 · 중화인민공화국          |
| 10m 공기소총 자세히   | 니콜로 캄프리아니 · 이탈리아 OR  | 세르히 쿨리시 · 우크라이나    | 블라디미르 마슬렌니코프 · 러시아 |
| 25m 속사 권총 자세히  | 크리스티안 레이츠 · 독일         | 장 키캉푸아 · 프랑스          | 리웨훙 · 중화인민공화국          |
| 50m 권총 자세히       | 진종오 · 대한민국 OR             | 호앙쑤언빈 · 베트남           | 김성국 · 조선민주주의인민공화국  |
| 50m 소총 복사 자세히  | 헨리 융헤넬 · 독일               | 김종현 · 대한민국             | 키릴 그레고리안 · 러시아         |
| 50m 소총 3자세 자세히 | 니콜로 캄프리아니 · 이탈리아     | 세르게이 카멘스키 · 러시아    | 알렉시 레노 · 프랑스             |
| 스키트 자세히         | 가브리엘레 로세티 · 이탈리아     | 마르쿠스 스벤손 · 스웨덴      | 압둘라 알 라시디 · 독립          |
| 트랩 자세히           | 요시프 글라스노비치 · 크로아티아 | 조반니 펠리엘로 · 이탈리아    | 에드워드 링 · 영국               |
| 더블 트랩 자세히      | 페하이드 알디하니 · 독립         | 마르코 인노첸티 · 이탈리아    | 스티븐 스콧 · 영국               |

### 여자 종목
| 종목                  | 금                             | 은                             | 동                            |
| --------------------- | ------------------------------ | ------------------------------ | ----------------------------- |
| 10m 공기권총 자세히   | 장멍쉐 · 중화인민공화국 OR     | 비탈리나 바차라시키나 · 러시아 | 아나 코라카키 · 그리스        |
| 10m 공기소총 자세히   | 버지니아 트래셔 · 미국 OR      | 두리 · 중화인민공화국          | 이쓰링 · 중화인민공화국       |
| 25m 권총 자세히       | 아나 코라카키 · 그리스         | 모니카 카르슈 · 독일           | 하이디 디텔름 게르버 · 스위스 |
| 50m 소총 3자세 자세히 | 바르바라 엥글레더 · 독일       | 장빈빈 · 중화인민공화국        | 두리 · 중화인민공화국         |
| 스키트 자세히         | 디아나 바코시 · 이탈리아       | 키아라 카이네로 · 이탈리아     | 킴벌리 로드 · 미국            |
| 트랩 자세히           | 캐서린 스키너 · 오스트레일리아 | 내털리 루니 · 뉴질랜드         | 코리 코그델 · 미국            |